# آندری پانادیچ
آندری پانادیچ (کرواتی: Andrej Panadić؛ زادهٔ ۹ مارس ۱۹۶۹) یک بازیکن فوتبال اهل کرواسی است. 

## باشگاهی
از باشگاه‌هایی که پانادیچ در آن بازی کرده‌است می‌توان به هامبورگ، دینامو زاگرب، باشگاه فوتبال اشتورم گراتس، و ناگویا گرامپوس اشاره کرد. وی برای مدتی دستیار برانکو ایوانکوویچ در باشگاه فوتبال پرسپولیس تهران بود.

## بازی‌های ملی
پانادیچ عضو تیم ملی فوتبال یوگسلاوی در جام جهانی فوتبال ۱۹۹۰ بوده‌است.
| تیم ملی فوتبال یوگسلاوی | تیم ملی فوتبال یوگسلاوی | تیم ملی فوتبال یوگسلاوی |
| سال                     | بازی                    | گل                      |
| ----------------------- | ----------------------- | ----------------------- |
| ۱۹۸۹                    | ۳                       | ۰                       |
| مجموع                   | ۳                       | ۰                       |